# فرانک جی. کانن
فرانک جی. کانن (به انگلیسی: Frank J. Cannon) سناتور سابق عضو حزب جمهوری‌خواه نقره‌ای بود. وی در سال ۱۸۹۶ تا ۱۸۹۹ میلادی سناتور ایالت یوتا در سنای ایالات متحده آمریکا بود.